# Liste der Monuments historiques in Cramant
Die Liste der Monuments historiques in Cramant führt die Monuments historiques in der französischen Gemeinde Cramant auf.

## Liste der Immobilien
| Bezeichnung           | Beschreibung                                         | Standort                     | Kennzeichnung | Schutzstatus | Datum | Bild           |
| --------------------- | ---------------------------------------------------- | ---------------------------- | ------------- | ------------ | ----- | -------------- |
| Menhir de Haute-Borne | jungsteinzeitlich; Grenzmarkierung zu Avize und Oiry | nordöstlich des Ortes (Lage) | PA00078685    | Classé       | 1889  | weitere Bilder |